# Tour de Belgique automobile
Le Tour de Belgique automobile (ou Ronde van Belgïe) était une compétition automobile belge combinée, disputée de 1948 à 1974 et organisée par le Royal Motor Union de Liège (RMU).

## Historique
Cette boucle par étapes était composée  de tests de régularité, d'épreuves d'endurance, de tronçons de vitesse pure lors d'épreuves spéciales (le plus souvent forestières), de courses de côte, et de courses en circuits (Zolder, Nivelles, Mettet, et Chimay). le tout pour 1600 à 2000 kilomètres à parcourir en moins de 72 heures (un trajet typique se décomposant ainsi : 200 kilomètres sur circuits, 650 en distances routières chronométrées, et 750 en secteurs de liaisons). Elle démarrait le plus souvent de Chaudfontaine (mais aussi de Liège ou de Huy), et était la traditionnelle course de clôture du championnat de Belgique des rallyes, au mois de novembre.
Elle fut comptabilisée pour le championnat d'Europe des rallyes de 1970 à 1972, et son positionnement en fin d'année permit la venue de coureurs internationaux tels Sobieslaw Zasada, Sandro Munari ou Walter Röhrl, pour remporter au finish le titre européen.
Cependant le choc pétrolier de 1973 fut fatal à l'épreuve, annulée à la dernière minute pour cause de restrictions nationales en carburant cette même année. Les frais particulièrement onéreux pour les équipages (en équipements, et lors des reconnaissances, astreignantes et compliquées) n'arrangèrent pas sa pérennité durant ces années 1970. De plus son découpage complexe attirait peu les pilotes français (bien que Bernard Darniche en termina une année second), au profit d'un rallye plus simple comme celui d'Ypres par exemple.
Gilbert Staepelaere l'a remportée à 7 reprises, René Bintner et le luxembourgeois Nicolas Koob (de) à 3.
(remarque : René Bintner a également remporté de nombreuses victoires de classe (essentiellement en petites cylindrées, sur DKW) dans le Tour de Luxembourg automobile, entre 1953 -1re édition-, et 1962. Il a aussi remporté plusieurs courses de côte régionales alors, sur Alfa Romeo et autres voitures plus puissantes)

## Palmarès
| Palmarès |
| --- |
| ... - 1950 : catégorie A Jeanpierre et Lejeune, sur Dyna-Panhard ; catégorie B Schinckus et Bovens, sur Singer ; catégorie C Telesphore George et Fernand George, sur Peugeot ; - 1951 : Jean Rédélé, sur Renault 4CV ; - 1953 : Gilberte Thirion et Gonzague Olivier, sur Porsche 356 1500 S (victoires par classes); ... - 1957 : Paul Ernst Strähle (et autres par classes : 2 à 3L. J.Hauser et Fabbri, sur Mercedes 220 ; 1 à 1.3L. A. Donven et L. Thibesart, sur Fiat TV ; moins de 1L. René Bintner et M. Wies, sur DKW) ; - 1958 : René Bintner et M. Wies, sur DKW ; - 1959 : 1.6 à 2L. (Gr. 4) Loof et Wencher, sur BMW ; 1.3 à 1.6 L. (Gr. 3) Olivier et Gilberte Thirion, sur Porsche ; 1 à 1.3 L. (Gr. 2) Laplume et Olivier, sur Peugeot ; moins de 1L. (Gr. 1) Meier et Piret sur DKW ; - 1960 : René Trautmann et Jacques Jourdain, sur Citroën ID19 (et autres par classes : 1.3 à 1.6 L. Nicolas Koob (de) et Joseph Wuidart, sur Porsche (Grand Tourisme) ; 1 à 1.3 L. Donven et Engel, sur Fiat (Grand Tourisme) ; moins de 1L. René Bintner et Kuhe, sur Auto Union (classe Tourisme)) ; - 1961 : Druylants et Ghellink, sur Triumph TR4 ; - 1962 : Gilbert Staepelaere et Meuwissen ; - 1963 (Tour de Belgique et du Luxembourg) : Nicolas Koob et A.Wies, sur DKW ; - 1964 : ?.. ; - 1965 : Jacques Patte, sur Alfa Romeo GTS (Grand Tourisme) ; Nicolas Koob, sur BMW 1800 Ti (Tourisme) ; - 1966 : Chris Tuerlinx et Herman Vleugels, sur Sunbeam Alpine (Grand Tourisme Spécial Sport) ; G.Staepelaere et Christiaens, sur Ford Cortina Lotus (Tourisme) ; - 1967 : Gilbert Staepelaere et André Aerts, sur Ford Cortina Lotus ; - 1968 : G.Staepelaere et A.Aerts, sur Ford Escort Twin Cam ; - 1969 : G.Staepelaere et A.Aerts, sur Ford Escort Twin Cam ; - 1970 : G.Staepelaere et A.Aerts, sur Ford Escort Twin Cam ; - 1971 : Jean-Marie Jacquemin et Andy, sur Alpine A110 1600S du Groupe 4 (2e Bernard Darniche et Jimmy, sur Alpine A110 1800) ; - 1972 : G.Staepelaere et A.Aerts, sur Ford Escort RS1600 ; - 1973 : Épreuve annulée (crise pétrolière) ; - 1974 (25e édition) : Jean-Marie Cols ("Didi") et Alain Lopes, sur Fiat 124 Abarth (7.028,6 points). |

## Tour de Belgique «Historic»
En novembre 2012 l'épreuve fut revisitée sur la base du trajet prévu en 1973, la majorité des parcours étant toujours praticable 40 ans après. Environ 70 équipages furent au départ, grâce à l'organisation par la société theutoise DG Sport de Christian Jupsin, avec les compétences de Robert Vandevorst, concepteur de rallyes historiques. Elle était réservée à des véhicules antérieurs à 1975.
Les vainqueurs furent Yves Deflandre et Robert Rorife, sur une Alfa Romeo Giulia de 1972 (seconds Alain Lopes -vainqueur en 1974 comme copilote- et Georges van Oosten, sur une Porsche 911 Carrera de 1973).